# Куйбышевский залив
Ку́йбышевский — залив на охотоморском побережье острова Итуруп Большой Курильской гряды.

## Топоним
Японское название залива — Рубэцу — происходит от айнского. Назван по находившемуся рядом посёлку, в советское время переименованному в Пионер.
Переименован в честь советского государственного деятеля Валериана Куйбышева.

## География
Юго-западный и восточный берега залива крутые, местами обрывистые, а южный и юго-восточный низкие и окаймлены песчаными пляжами. Возле берегов залива выступают рифы, камни и скалы. На входе в залив глубины достигают 35—47 метров, у берегов рельеф дна неровный. Грунт в заливе состоит из песка, гальки, камней и ракушек. В юго-западной части залива встречаются валуны. Местами растут водоросли.
Расположен в центре северного побережья острова Итуруп. Соединён Куйбышевским перешейком длиной около девяти километров с заливом Касатка на противоположном берегу острова. Ограничен мысами Куйбышевский на западе и Террасный на северо-востоке. На северо-западе омывает полуостров Пржевальского.
В залив впадают реки Саратовка в районе мыса Нембо, Куйбышевка — самая длинная и крупная река острова, — ручьи Пионер, Карий. В южной части соединён с озёрами Малое и Куйбышевское.